# M14 DMR
M14 DMR (DMR, NSN 1005-01-458-6235), повна назва марксменська гвинтівка Корпусу морської піхоти США (англ. United States Marine Corps Designated Marksman Rifle) — американська самозарядна марксменська гвинтівка під набій 7,62×51 мм НАТО, що перебувала на озброєнні Корпусу морської піхоти США з 2001 до 2014 року. Гвинтівка є глибокою модернізацією класичної гвинтівки M14, що з початку 1960-х років перебувала на озброєнні Збройних сил США. Поступово замінена на M39 EMR, яка у свою чергу з 2012 року поступилася M110 SASS.

## Історія створення та служби
У 1989 році командування Корпусу морської піхоти США розпочало програму модернізації М14, шляхом встановлення на них склопластикових лож і нових стволів, роботу виконувала власна Секція високоточної зброї (англ. USMC Precision Weapons Section).

## Конструкція
DMR випускається під снайперські 175-грамові набої M118LR дальньої дії. На верхній частині ствольної коробки можуть бути встановлені різні приціли, в тому числі приціл AN/PVS-4 Starlight, за допомогою планки Пікатінні.
M14 DMR може вести точний вогонь на відстані до 900 ярдів, якщо використовуються спеціальні кульові боєприпаси M118LR.
«Базова» M14 DMR (тобто без оптичного прицілу, магазина, ременя, базового комплекту, приладдя для чищення, глушника та сошок) важить 5,0 кг) або менше.
Конструкція DMR полегшує ремонт або заміну кріплення прицілу, ствола, затвора та інших ключових вузлів на рівні технічного обслуговування третього ешелону.

### Технічні характеристики
Існує кілька помітних відмінностей між базовою M14 та M14 DMR.
- Ствол: Ствол з нержавіючої сталі довжиною 22 дюйми (560 мм) виробництва Krieger Barrels, Inc.
- Ложа: Ложа зі склопластику McMillan Tactical M2A. Ця ложа має пістолетне руків'я та приклад з регульованою сідельною накладкою.
- Оптика: Планка Пікатінні за стандартом MIL-STD-1913 дозволяє використовувати будь-яку оптику, сумісну з цією планкою, включаючи досить широкий спектр військових прицілів та тепловізорів.
- Дульне пристосування: Більшість DMR використовують традиційний дуловий пристрій M14, хоча з моменту надходження на озброєння в 2001 році деякі DMR оснащуються 2-портовим дуловим гальмом OPS, Inc. з різьбленням і комірцем для установки OPS-Inc. Шумоглушник 12-ї моделі.
- Сошки: Сошки Harris S-L використовуються на DMR від USMC.